# Astragalus ikonnikovii
Astragalus ikonnikovii es una especie de planta del género Astragalus, de la familia de las leguminosas, orden Fabales.

## Distribución
Astragalus ikonnikovii se distribuye por Tayikistán.

## Taxonomía
Fue descrita científicamente por D. Podl. Fue publicada en Mitt. Bot. Staatssamml. München 25: 573 (1988).